# Коляда
 Тази статия е за славянското митологично същество.  За християнския празник вижте Коледа.  
Коляда (Коледа), в славянската митология е митологично същество, въплъщаващо новогодишния цикъл и олицетворяващо слънцето младенец, зимното слънце. Коляда се свързва със слънчевия кръговрат, минаващ през четири сезонни цикъла и от едно същностно състояние в друго. Четирите персонификации на слънцето според древнославянската религия са:
- Коляда – малкото, слабо зимно слънце, родено и обновено на сутринта след зимното слънцестоене.
- Ярило – укрепналото слънце, превърнало се в юноша на сутринта след пролетното равноденствие.
- Къпало (Купала) – могъщото слънце, появило се на сутринта след лятното слънцестоене.
- Световит – остаряващото и слабеещо, но помъдряло слънце, появило се на сутринта след есенното равноденствие.[3]

В различните славянски народи в негова чест на Коледа се извършват обреди с игри и песни (коледуване). В повечето коледни песни Коляда се споменава като същество от женски пол. При поляците понякога се изобразява като сноп, донесен в дома на Рождество. При хърватите се символизира от кукла, наречена колед. Споменава се в коледните песни, изпълнявани от обикалящите домовете коледари, които съдържат магически заклинания – за благополучие на дома и семейството. Понякога обредните подаръци за коледарите в Русия, обикновено краваи, се наричат също „коляда“. В по-стари времена на Коледа се е извършвало жертвоприношение на коне, кози, крави, мечки и други животни, въплъщаващи плодородието.

## В съвременната култура
Въпреки че древната славянска религия е изчезнала, има много останки, които напомнят за божеството и за празника Коледа. Всичките са на или около Рождество Христово:
- Коледуване – обичай с езически корени, спазван в редица славянски държави.
- Думите Коледа на български и Kalėdos на литовски днес се използват за християнския празник Рождество Христово.
- Колядка или Коляда е традиционна песен, изпълнявана в източнославянските държави (Русия, Украйна, Беларус) само на православните рождественски празници, между 7 и 14 януари.[5]
- Crăciun (Крачун) на румънски и Karácsony (Карачони) на унгарски са думите, използвани за Рождество Христово. И двете произхождат от Крачун/Корочун – едно от имената на езическия празник Коледа, въпреки че Румъния и Унгария не са славянски държави.

Днес в повечето славянски държави съществуват неоезически общности, които се стараят да възродят древните славянски ритуали и вярвания.
Някои фолк рок и фолк метъл групи (предимно руски) имат песни, посветени на Коледа:
- Песен на руската фолк-група Иван Купала, наречена „Коляда“ [6]
- Песен на украинската езическа метъл група Nokturnal Mortum – „Коляда“
- Песен на руската езическа метъл група Аркона, озаглавена „Коляда“ [7]
- Песен на беларуската езическа метъл група Коло Прави – „Гой Коляда“ [8]
- Песен на руската група Ветер воды – Коляда